# Радиоприёмник прямого преобразования
Радиоприёмник прямого преобразования, также называемый гомодинным — радиоприёмник, в котором радиосигнал непосредственно преобразуется в сигнал звуковой частоты с помощью маломощного генератора (гетеродина), частота которого равна (почти равна) или кратна частоте принимаемого сигнала. По сходству принципа действия c супергетеродином такой приёмник иногда называют также приёмником с нулевой промежуточной частотой.

## История
Первые приёмники прямого преобразования появились на заре радио, когда ещё не было радиоламп, связи проводились на длинных и сверхдлинных волнах, передатчики были искровыми и дуговыми, а приёмники, даже связные — детекторными.
Было замечено, что чувствительность детекторного приёмника к слабым сигналам существенно возрастает, если с приёмником был связан собственный маломощный генератор, работающий на частоте близкой к частоте принимаемого сигнала. При приёме телеграфного сигнала были слышны биения со звуковой частотой, равной разности частоты гетеродина и частоты сигнала. Первыми гетеродинами служили машинные электрогенераторы, потом их заменили генераторы на вакуумных лампах.
К 1940-м годам приёмники прямого преобразования были вытеснены приёмниками прямого усиления с регенеративным детектором и супергетеродинами. Обуславливалось это тем, что основное усиление и селекция приёмника прямого преобразования осуществлялось на низкой частоте. Построить на лампах усилитель НЧ с высокой чувствительностью и малым коэффициентом шума затруднительно. Возрождение приёмников прямого преобразования началось в 60-х годах с применением новой элементной базы — операционных усилителей, транзисторов. Стало возможным применение высокодобротных активных фильтров на операционных усилителях. Оказалось, что при сравнительной простоте приёмники прямого преобразования показывают характеристики, сравнимые с супергетеродинами. Кроме того, так как частота гетеродина приёмников прямого преобразования может быть в два раза ниже частоты сигнала (при определённых типах смесителя), их удобно применять для приёма сигналов КВЧ и СВЧ. Особый интерес приёмники прямого преобразования вызвали среди радиолюбителей-коротковолновиков, так как этот принцип позволяет даже начинающему с минимальными затратами времени и средств построить приёмник, пригодный для работы в эфире. В СССР основная заслуга в повторной популяризации техники прямого преобразования принадлежит В. Т. Полякову. С момента первых его публикаций по этой теме (первая половина 1970-х гг.) приёмник прямого преобразования на трех-пяти транзисторах стал типичной первой конструкцией начинающего коротковолновика.

## Принцип работы

Структурная схема радиоприёмника прямого преобразования. ФНЧ — фильтр нижних частот; УЗЧ — усилитель звуковой частоты. Входной фильтр (необязателен) выделяет полосу сигналов, где находится и принимаемый сигнал, выход этого фильтра подаётся на смеситель, в идеальном случае смеситель — это четырёхквадрантный перемножитель сигналов. На второй вход смесителя подаётся сигнал гетеродина, частота и фаза которого совпадают с частотой и фазой несущей частоты принимаемого сигнала. На выходе смесителя образуется низкочастотный модулирующий сигнал принимаемой станции и удвоенная частота несущей. Также в спектре сигнала на выходе смесителя могут присутствовать сигналы соседних по частоте станций — помехи, причем частоты помех превышают частоты звукового модулирующего сигнала принимаемой станции. Помехи и удвоенная частота несущей блокируются ФНЧ, сигнал с выхода ФНЧ усиливается УЗЧ и далее подаётся на громкоговоритель или наушники.

Пусть {\displaystyle m(t)} является исходным модулирующим сигналом. Тогда выражение для амплитудно-модулированного сигнала будет:
{\displaystyle x(t)=(C+m(t))\cos(\omega t).}
Если этот сигнал подать на устройство умножения двух сигналов (перемножитель), а на второй вход этого устройства подать гармонический сигнал той же частоты без сдвига фазы, то на выходе перемножителя будет сумма сигналов с удвоенной несущей частотой и постоянная составляющая:
{\displaystyle \,y(t)=(C+m(t))\cos(\omega t)\cos(\omega t)=}
{\displaystyle =(C+m(t))\left({\tfrac {1}{2}}+{\tfrac {1}{2}}\cos(2\omega t)\right).}
После фильтрации сигнала с удвоенной частоты с помощью фильтра нижних частот и устранения постоянной составляющей на выходе получается модулирующий сигнал.

## Достоинства и недостатки
Ключевой недостаток, он же ключевое достоинство этого вида приёмников — близость зеркального канала приёма к принимаемому каналу. Практически это соседние каналы, и отфильтровать зеркальный канал приёма на низкой частоте достаточно сложно. В ряде применений зеркальный канал фильтровать не нужно вовсе, поскольку он почти гарантированно свободен. Такая ситуация наблюдается в УКВ радиовещании, когда при лицензировании частот соседний канал рядом с мощной радиостанцией стараются оставить пустым.
Поэтому приёмники прямого преобразования для УКВ можно вообще не снабжать входным фильтром, а все остальное легко укладывается в одну микросхему без навесных элементов. Именно такие очень дешевые и миниатюрные приемники сейчас встраивают в электронные гаджеты типа сотовых телефонов.
В случае применения приёмника прямого преобразования на КВ, например, для любительской радиосвязи, двухполосный приём становится серьёзным недостатком, так как на узких любительских диапазонах очень много помех от соседних станций. Подавить нежелательный канал приёма можно, используя фазокомпенсационный метод. Однако при этом приёмник сразу лишается своего важнейшего преимущества — простоты устройства и регулировки.